# Тюменбаев, Шамши
Шамши Тюменбаев (кирг. Шамши Түмөнбаев; 21 декабря 1909 — 18 марта 1964) — советский киргизский актёр. Народный артист Киргизской ССР (1958).

## Биография
Родился 21 декабря 1909 года.
Окончил Киргизскую музыкально-драматическую студию в городе Фрунзе (сейчас — Бишкек). С 1930 играл в Киргизском драматическом театре. Также снимался в кино.
В 1946 году вступил в Коммунистическую партию.
Умер 18 марта 1964 года.

## Роли
- Хлестаков («Ревизор» Гоголя)
- Труффальдино («Слуга двух господ» Гольдони)
- Робинзон («Бесприданница» Островского)
- Трубач («Егор Булычов и другие» Горького)
- Слива («Стряпуха» Софронова)
- Джапалак Джатпасов (о. п. Шукурбекова)
- Аланкоз («Мы не те, что были» Маликова и Куттубаева)

## Фильмография
| Год  |   | Название          | Роль                     |
| ---- | - | ----------------- | ------------------------ |
| 1955 | ф | Салтанат          | Шамбета                  |
| 1956 | ф | Илья Муромец      | Азвяк                    |
| 1957 | ф | Моя ошибка        | старый ревизор           |
| 1957 | ф | Его время придёт  | Манасши                  |
| 1958 | ф | Далеко в горах    | Абыл-мулла               |
| 1959 | ф | Звероловы         | аксакал                  |
| 1959 | ф | Токтогул          | эпизод                   |
| 1960 | ф | Тишина            | путевой обходчик         |
| 1963 | ф | Сказ о матери     | Имя персонажа не указано |
| 1963 | ф | Улица космонавтов | почтальон                |
| 1964 | ф | Джура             | аксакал                  |

## Отзывы
По мнению Театральной энциклопедии, Тюменбаев «развивал в своём творчестве традиции народных комиков — куудул», а его игра «отличалась острой комедийностью, склонностью к буффонаде».